# WWIII Live 2003
WWIII Live 2003 – drugi album koncertowy niemieckiego zespołu industrialnego KMFDM, nagrany 27 października 2003 roku w the House of Blues w Chicago i wydany 27 lipca 2003 roku przez Sanctuary Records. Większość utworów pochodzi z albumu WWIII, album został również wydany na DVD.

## Lista utworów
1. "WWIII" - 5:03
2. "From Here on Out" - 4:00
3. "Blackball" - 5:06
4. "Ultra" - 4:36
5. "Brute" - 3:43
6. "Stars & Stripes" - 4:18
7. "Pity for the Pious" - 4:25
8. "Moron" - 5:08
9. "Revenge" - 5:14
10. "Bullets, Bombs & Bigotry" - 4:32
11. "Light" - 5:28
12. "Juke Joint Jezebel" - 5:07
13. "Intro" - 4:56
14. "A Drug Against War" - 4:48